# Dusty in Memphis
Dusty in Memphis är ett musikalbum av Dusty Springfield som kom 1969. I USA gavs skivan ut i januari på Atlantic Records och i Storbritannien i mars på skivbolaget Philips. Skivans ses ofta som kronjuvelen i Dusty Springfields diskografi och en höjdpunkt inom "blue-eyed soul", även om den inte blev någon stor kommersiell framgång. Den innehåller dock en av hennes mest ikoniska inspelningar, "Son of a Preacher Man" som blev en internationell hitsingel. Dusty reste till Memphis i USA hösten 1968 för att spela in sitt första album med enbart soulmusik, vilket hade förekommit mer utspritt på hennes tidigare album. Låtarna på skivan skrevs bland annat av duon Goffin & King, Randy Newman m.fl. Skivan blev rankad som #89 på tidningen Rolling Stones lista The 500 Greatest Albums of All Time. Den är också listad i Robert Dimerys bok 1001 Albums You Must Hear Before You Die.

## Låtlista
Låtskrivare anges inom parentes.

### Sida A
1. "Just a Little Lovin'" (Mann, Weil) - 2:18
2. "So Much Love" (Goffin, King) - 3:31
3. "Son of a Preacher Man" (Hurley, Wilkins) - 2:29
4. "I Don't Want to Hear It Anymore" (Newman) - 3:11
5. "Don't Forget About Me" (Goffin, King) - 2:52
6. "Breakfast in Bed" (Hinton, Fritts) - 2:57

### Sida B
1. "Just One Smile" (Newman) - 2:42
2. "The Windmills of Your Mind" (Bergman, Bergman, Legrand) - 3:51
3. "In the Land of Make Believe" (Bacharach, David) - 2:32
4. "No Easy Way Down" (Goffin, King) - 3:11
5. "I Can't Make It Alone" (Goffin, King) - 3:57

## Listplaceringar
- Billboard 200, USA: #99[1]